# Astragalus hakkariensis
Astragalus hakkariensis es una especie de planta del género Astragalus, de la familia de las leguminosas, orden Fabales.

## Distribución
Astragalus hakkariensis se distribuye por Turquía.

## Taxonomía
Fue descrita científicamente por D. Podlech. Fue publicada en Sendtnera 6: 168 (1999).